# Ҍ
Ҍ, Ҍҍ (znak półmiękki) – znak cyrylicy uwzględniający zmianę dźwięku na półmiękki. Jest używany w języku kildin do oznaczania częściowego zmiękczenia poprzedzających go spółgłosek.
Nie należy go mylić z jaciem (Ѣ, ѣ).